# Reinaldo Arenas
Reinaldo Arenas (Holguín, 16 de Julho de 1943 - Nova Iorque, 7 de Dezembro de 1990) foi um escritor cubano de poesia, novelas e teatro. Era publicamente homossexual e passou grande parte da sua vida combatendo o regime comunista e a política de Fidel Castro.

## Carreira
Em 1963, Arenas mudou-se para Havana, para se matricular na Escola de Planificação e, depois, na Faculdade de Letras da Universidade de Havana, onde estudou filosofia e literatura, sem completar o curso. No ano seguinte começou a trabalhar na Biblioteca Nacional José Martí.
Apesar de ter apoiado a revolução cubana nos seus primeiros anos, devido à extrema miséria em que vivia com a sua família nos anos de Fulgêncio Batista, acabou por ser vítima de censura e de repressão, tendo sido várias vezes perseguido, preso e torturado e forçado a abandonar mesmo diversos trabalhos (como conta na obra autobiográfica Antes que anoiteça), mostrando que o governo de Fidel Castro não havia trazido mais democracia à ilha. 
Durante a década de 1970, tentou, por vários meios, abandonar a ilha, mas não obteve sucesso. Mais tarde, devido a uma autorização de saída de todos os homossexuais e de outras persona non grata e depois de ter mudado de nome, Arenas pôde deixar o país e passou a se estabelecer em Nova Iorque, onde diagnosticaram o vírus da Sida/Aids. Nessa época, escreveu "Antes que anoiteça" (no original Antes que anochezca).
Em 1990, terminada a obra, Arenas suicidou-se com uma dose excessiva de álcool e droga. Dez anos mais tarde, em 2000, estreou Before Night Falls, a versão cinematográfica da sua autobiografia, tendo Javier Bardem no papel do escritor.

## Obra
- El mundo aluciante (1966) Tradução para o português de Joaquim Pais de Brito O mundo alucinante (Dom Quixote, 1971, 2° edição 2010) ISBN 978-972-20-3896-6
- Cantando en el pozo (1982) (originally published as Celestino antes del alba (1967)) Tradução para o inglês Singing from the Well  (1987) ISBN 014009444X
- El palacio de las blanquisimas mofetas  (1982) Tradução para o inglês The Palace of the White Skunks (1990) ISBN 0140097929
- Otra vez el mar (1982) Tradução para o inglês Farewell to the Sea (1987) ISBN 0140066365
- El color del verano  (1982) Tradução para o inglês The Color of Summer (1990) [Conta a história, imaginativa e informal, da adolescência do autor; aborda a homossexualidade; é considerada a obra mais completa do autor] ISBN 0140157190
- El Asalto  (1990) Tradução para o inglês The Assault (1992) ISBN 0140157182
- El portero  (1987) Tradução para o inglês The Doorman (1991) ISBN 080213405X
- Antes que anocheza  (1992) Tradução para o inglês Before Night Falls (1993) ISBN 0140157654
- Mona and Other Tales (2001) ISBN 0375727302 Esta é uma tradução para o inglês de uma coleção de contos originalmente publicados em espanhol na Espanha entre 1995 e 200
- Con los ojos cerrados (1972),
- La vieja Rosa (1980), Tradução para o inglês Old Rosa (1995) ISBN 0802134068
- El central (1981), ISBN 0380869349
- Termina el desfile (1981).
- Arturo, la estrella más brillante (1984),
- Cinco obras de teatro bajo el título Persecución (1986).
- Necesidad de libertad (1986)
- La Loma del Angel (1987), Tradução para o inglês Graveyard of the Angels (1987) ISBN 0380750759
- Voluntad de vivir manifestándose (1989) ISBN 9879396553
- Viaje a La Habana (1990).  ISBN 0897295447
- Final de un cuento (El Fantasma de la glorieta) (1991) ISBN 8486842387
- Adiós a mamá (1996) ISBN 0897297911
- Un plebiscito a Fidel Castro, Madri, 1990 (carta enviada a Fidel Castro pedindo que o ditador realizasse um plebiscito em Cuba. A missiva foi escrita em coautoria de J. Camacho e Betania, seus amigos)